# Sănătatea Cluj
Sănătatea Cluj ist ein rumänischer Fußballverein aus Cluj-Napoca. Er spielt seit 2005 in der dritten Spielklasse, der Liga III.

## Geschichte
Sănătatea Cluj (deutsch Gesundheit) wurde im Jahr 1986 gegründet. Der Verein spielte fast 20 Jahre lang in den Ligen des Kreises Cluj, ehe er im Jahr 2005 in die Divizia C aufstieg. Dort erreichte er auf Anhieb den dritten Platz hinter FC Baia Mare und Victoria Carei. Die folgenden Spielzeiten konnte sich die Mannschaft im Mittelfeld der Liga III platzieren.
In der Saison 2007/08 gelang mit dem Erreichen des Achtelfinals um den rumänischen Pokal der größte Erfolg der Vereinsgeschichte. Nach einem Sieg gegen Erstligist UTA Arad schied das Team mit 0:4 gegen den amtierenden Meister Dinamo Bukarest aus. Zwölf Jahre später erreichte die Mannschaft wiederum das Achtelfinale, nachdem das Team den amtierenden Pokalsieger Viitorul Constanța im Sechzehntelfinale ausschaltete. Im Achtelfinale unterlag der Verein dem Zweitligisten Petrolul Ploiești mit 0:7.

## Erfolge
- Aufstieg in die Liga III: 2005
- Achtelfinale im rumänischen Pokal: 2008, 2020